# حضران (صنعاء)

تعديل مصدري - تعديل

حضران هي إحدى قرى الجمهورية اليمنية. تتبع جغرافيا لمحافظة صنعاء وإداريًا لمديرية بني مطر. يبلغ تعداد سكانها 2463 نسمة حسب الإحصاء الذي أجري عام 2004.